# Kim Plofker
Kim Leslie Plofker (25 de novembro de 1964) é uma historiadora da matemática estadunidense, que trabalha principalmente com a história da matemática indiana.

## Vida
Plofker obteve o bacharelado em matemática no Haverford College e um doutorado na Universidade Brown em 1995, orientada por David Pingree, com a tese Mathematical Approximation by Transformation of Sine Functions in Medieval Sanskrit Astronomical Texts. De 2004 a 2005 foi professora visitante na Universidade de Utrecht. É atualmente professora visitante no Union College em Schenectady.
Foi palestrante plenário do Congresso Internacional de Matemáticos em Hyderabad (2010: Indian rules, Yavana rules: foreign identity and the transmission of mathematics). Recebeu a Medalha Brouwer de 2011.

## Publicações selecionadas

### Autora
Artigos
- An example of the secant method of iterative approximation in a fifteenth century. In: Historia Mathematica. Vol. 23 (1996), ISSN 0315-0860, p. 246–256.
- Euler and Indian Astronomy. In: Robert E. Bradley (Ed.): Leonhard Euler. Life, work and legacy. (Studies in the history and philosophy of mathematics; Vol. 5). Elsevier, Amsterdam 2008, ISBN 978-0-444-52728-8, p. 147–166.
- Mathematics in India. In: Victor J. Katz (Ed.): The mathematics of Egypt, Mesopotamia, China, India and Islam. A sourcebook. Princeton University Press, Princeton NJ 2007, ISBN 978-0-691-11485-9, p. 385–514.
- Mathematics and its worldwide history, Nieuw Archief voor Wiskunde, Março 2012, pdf

Monografias
- Mathematics in India 500 BCE -1800 CE. Princeton University Press, 2008, Review des Buches von David Mumford, Notices AMS (PDF; 183 kB)

### Editora
- com Charles Burnett, Jan Hogendijk, Michio Yano (Eds.): Studies in the history of Exact Sciences in Honour of David Pingree. (Islamic Philosophy, Theology, and Science; Vol. 54). Brill, Leiden 2004, ISBN 90-04-13202-3.